# Prêles
Prêles ist eine Ortschaft in der politischen Gemeinde Plateau de Diesse im Verwaltungskreis Berner Jura des Kantons Bern in der Schweiz. Bis zum 31. Dezember 2013 war Prêles eine eigene politische Gemeinde. Am 1. Januar 2014 fusionierte diese mit den Gemeinden Diesse und Lamboing zur neuen Gemeinde Plateau de Diesse.

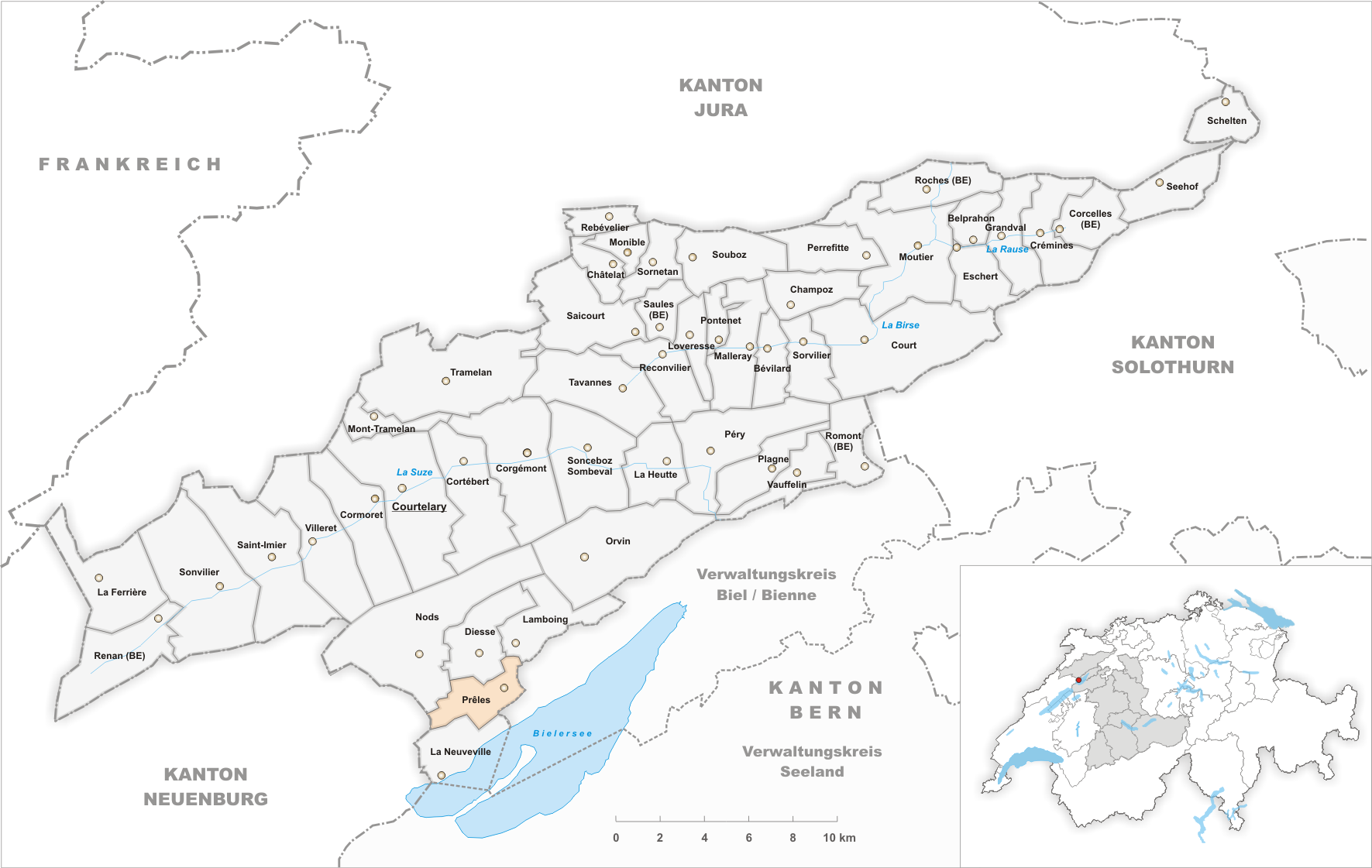
Gemeindestand vor der Fusion am 1. Januar 2014

## Geographie
Prêles liegt auf 822 m ü. M., zehn Kilometer westsüdwestlich von Biel (Luftlinie). Das Dorf erstreckt sich in aussichtsreicher Lage auf einer leichten Erhebung am Südrand der Hochfläche des Montagne de Diesse (deutsch Tessenberg) oberhalb des Bielersees. Bei klarem Wetter reicht der Blick von Prêles über das Schweizer Mittelland bis zu den Alpen.
Die Fläche des sieben Quadratkilometer grossen Gebiets der ehemaligen Gemeinde umfasst den Höhenrücken von Prêles, welcher die dem Bielersee am nächsten gelegene Juraantiklinale ist. Die östliche Begrenzung des Gemeindegebiets bildet der Steilabfall zur Twannbachschlucht, die diese Antiklinale durchbricht. Im Norden und Westen erstreckt sich das Gebiet auf die Hochfläche des Plateau de Diesse (800 m ü. M.). Die höchste Erhebung von Prêles befindet sich mit 926 m ü. M. auf der Höhe Sur la Roche südwestlich des Dorfes. Von der Gemeindefläche entfielen 1997 10 % auf Siedlungen, 27 % auf Wald und Gehölze, 62 % auf Landwirtschaft, und etwas weniger als 1 % war unproduktives Land.
Zu Prêles gehören der Weiler Châtillon (812 m ü. M.) und mehrere Einzelhöfe. Das seit 1929 bestehende Erziehungsheim für männliche Jugendliche wurde 2016 geschlossen. Nachbarorte bzw. ‑gemeinden von Prêles sind die Ortsteile Diesse und Lamboing in der gleichen Gemeinde sowie die Gemeinden Nods, Twann-Tüscherz, Ligerz und La Neuveville im Kanton Bern sowie Lignières im Kanton Neuenburg.

## Bevölkerung
Mit 897 Einwohnern (Stand 31. Dezember 2013) gehörte Prêles zu den mittelgrossen Gemeinden des Berner Juras. Im Jahr 2000 waren von den Bewohnern 65,5 % französischsprachig, 30,5 % deutschsprachig und 0,9 % italienischsprachig. Die Bevölkerungszahl von Prêles belief sich 1850 auf 330 Einwohner, 1900 auf 375 Einwohner. Im Verlauf des 20. Jahrhunderts wurde eine kontinuierliche Zunahme verzeichnet, insbesondere seit 1980 (649 Einwohner).

## Politik
Die Wähleranteile der Parteien anlässlich der Nationalratswahlen 2011 betrugen in Prêles: SP 27,0 %, SVP 23,7 %, GPS 14,3 %, FDP 11,6 %, BDP 5,6 %, EDU 5,0 %, glp 4,5 %, EVP 3,7 %, CVP 1,9 %, AL 0,7 %, SLB 0,4 %, PNOS 0,4 %, lsp 0,4 %, PdA 0,4 %, Les Rauraques 0,1 %, ALP 0,1 %, Piraten 0,1 %.

## Wirtschaft
Prêles war bis in die Mitte des 20. Jahrhunderts hauptsächlich von der Landwirtschaft geprägt. Seit etwa 1980 entwickelt sich das Dorf zur Wohngemeinde, was zu einer markanten Bevölkerungszunahme führte. Südwestlich von Prêles entstand ein ausgedehntes neues Wohnquartier. Heute gibt es Arbeitsplätze in der Mechanik und im lokalen Gewerbe. Viele Erwerbstätige sind aber Wegpendler und arbeiten in Biel oder in der Region La Neuveville.

## Verkehr und Tourismus
Das Dorf liegt abseits der grösseren Durchgangsstrassen an einer Kantonsstrasse, die von La Neuveville auf das Plateau de Diesse und nach Frinvillier führt. Von La Neuveville verkehrt ein Postautokurs nach Prêles, der auch die anderen bernischen Gemeinden des Plateau de Diesse bedient. 1912 wurde die Drahtseilbahn von Ligerz nach Prêles eröffnet. Diese Bahn, die Ligerz-Tessenberg-Bahn, stand am Beginn der touristischen Erschliessung des Tessenbergs wie der Bau von Hotels und Ferienhäusern.

## Geschichte
Eine Besiedlung der Gegend bereits in der Bronzezeit ist durch den Fund der Bronzehand von Prêles im Jahr 2017 belegt.
Die erste schriftliche Erwähnung von Prêles unter dem Namen Prales erfolgte im Jahr 1078. In der Folgezeit entwickelte sich der Name über Prelos (1195), Préelle (1294) und Bredels (1352) zu Prêles. Der Ortsname ist vom lateinischen Wort pratellum (kleine Wiese) abgeleitet. Sowohl das Kapitel Saint-Imier als auch das Kloster Sankt Johannsen besassen Güter in Prêles. Vom 12. bis zum 15. Jahrhundert sind die Edlen de Perls erwähnt. Der Ort gehörte dem Fürstbistum Basel, das vor allem für gerichtliche und militärische Belange zuständig war, während die Stadt Bern, repräsentiert durch den Bürgermeister von Nidau, die kirchlichen Angelegenheiten regelte. Von 1798 bis 1815 gehörte Prêles zu Frankreich und war anfangs Teil des Département Mont-Terrible, das 1800 mit dem Département Haut-Rhin verbunden wurde. Durch den Entscheid des Wiener Kongresses kam der Ort 1815 an den Kanton Bern zum Amtsbezirk Erlach und 1846 zum neuen Amtsbezirk La Neuveville. 1861 fielen zahlreiche Häuser einem Dorfbrand zum Opfer.
Bis am 31. Dezember 2013 war Prêles eine eigenständige Gemeinde.

## Sehenswürdigkeiten
Prêles besitzt einen gut erhaltenen Ortskern mit Bauernhäusern, die nach dem Brand 1861 entstanden. Das Dorf hat keine eigene Kirche, es gehört zur Pfarrei Diesse.

## Persönlichkeiten
- Francis Giauque (1934–1965), Schriftsteller